# August II. Jaki
August II. Jaki (njem. August II. der Starke) ili August Moćni (polj. August II Mocny; Dražđane, 12. svibnja 1670. - Varšava, 1. veljače 1733.), poljski kralj i poljsko-litavski knez iz njemačke dinastije Wettin.
Svoje nadimke Jaki, Saski Herkul i Željeznoruki dobio je zbog navodne izvanredne tjelesne snage. Prema nekim navodima mogao je golim rukama lomiti metalne potkove, a volio je izvoditi i javna uprizorenja svoje snage.

## Životopis
Rođen je u Dražđanama (Dresdenu) 1670. godine, kao najmlađi sin izbornog kneza Ivana Đure III. i Ane Sofije od Danske. Pripadao je vladarskoj lozi Wettin, koja je Saskom vladala od srednjeg vijeka. Nakon očeve smrti 1691., stariji brat Ivan Đuro IV. naslijedio je očevu dužnost. Tri godine kasnije, dobio je boginje prilikom posjeta Veneciji u pokladno vrijeme. Njegovom smrću 1694., postaje saskim izbornim knezom kao Fridrik August I.
Prešao je na katoličanstvo da bi mogao postati poljskim kraljem, a poljski Sejm izabrao ga je za poljskog kralja u dva navrata (1697–1706. i 1709–33.), jer je Poljska u to vrijeme bila izborna monarhija.
Ratovao je protiv Osmanlija, a od 1700. sudjelovao u Sjevernome ratu protiv Švedske, u koji je uvukao i Poljsko-litavsku uniju. U ratnim pustošenjima Poljska je jako stradala, a on se morao odreći poljske krune u korist švedskog kandidata Stanisława Leszczyńskog. Na prijestolje se vratio 1709. nakon pobjede Rusa nad Šveđanima kraj Poltave. Nastojao je uvesti apsolutističku vladavinu, ali zbog otpora poljskog plemstva nikad nije uspio posve učvrstiti svoju vlast u Poljskoj.
Zadnjih godina svoga života patio je od šećerne bolesti, zbog koje se jako udebljao (imao je oko 110 kg). Umro je u Varšavi 1733. godine. Pokopan je u Dresdenskoj katedrali.

## Ostavština
Za života je bio promicatelj i ljubitelj umjetnosti, posebno arhitekture. Kao izborni knez, potaknuo je izgradnju brojnih zdanja u Dresdenu, među kojima je najpoznatiji Zwinger, srednjovjekovni barkoni dvorac, unutar kojeg je dao izgraditi i Galeriju starih majstora s djelima najvećih njemačkih i europskih likovnih umjetnika toga vremena. Po uzoru na francuski Versailles, dao je u baroknom stilu izgraditi Dresdenski dvorac, koji je koristio kao kraljevsku prijestolnicu.
Za njegove vladavine započela je proizvodnja glasovitoga porculana u Meissenu. Saska je gospodarski napredovala, a Poljska gospodarski i politički nazadovala.
Uspostavio je Red bijelog orla, najviše poljsko odlikovanje.

## Potomci
Postoje navodi da je ukupan broj njegove djece iznosio 365 ili 382, što je teško dokazati. Imao je veliki broj ljubavnica, posebno nakon što se njegova žena, knjeginja Kristina, odbila preseliti u Poljsku nakon njegova preobraćenja na katoličanstvo, što je ona bila odbila. Jedini zakoniti potomak bio je August III., koji ga je naslijedio na prijestolju. Sva ostala djeca Augusta II. Jakog bila su rođena izvan braka. Priznao je navodno samo manji dio svoje djece koju su mu rodile ljubavnice.

## Naslovi
Službeni kraljevski naslov koji je nosio glasio je:
- na latinskom: Augustus Secundus, Dei Gratia rex Poloniae, magnus dux Lithuaniae, Russie, Prussiae, Masoviae, Samogitiae, Livoniae, Kijoviae, Volhyniae, Podoliae, Smolensciae, Severiae, Czerniechoviaeque, necnon haereditarius dux Saxoniae et princeps elector etc.
- na hrvatskom: August II., milošću Božjom kralj Poljske, veliki knez Litve, Rusije, Pruske, Masovije, Samogite, Livonije, Kijeva, Volinja, Podolije, Smolenska, Severije i Černihiva, nasljedni vojvoda i izborni knez Saske itd.

## Vanjske poveznice
|  | Zajednički poslužitelj ima još gradiva o temi August II. Jaki |

| Prethodnik:       | Poljski kralj Poljsko-litavski knez | Nasljednik:           |
| Jan III. Sobjeski | Poljski kralj Poljsko-litavski knez | Stanisław Leszczyński |